# Episodi di Casualty (ventiduesima stagione)
La ventiduesima stagione della serie televisiva Casualty è stata trasmessa in anteprima nel Regno Unito da BBC One tra l'8 settembre 2007 e il 9 agosto 2008.
| nº | Titolo originale                                      | Titolo italiano | Prima TV UK       | Prima TV Italia |
| -- | ----------------------------------------------------- | --------------- | ----------------- | --------------- |
| 1  | My First Day                                          |                 | 8 settembre 2007  |                 |
| 2  | Charlie's Anniversary                                 |                 | 9 settembre 2007  |                 |
| 3  | Meltdown                                              |                 | 15 settembre 2007 |                 |
| 4  | No End of Blame                                       |                 | 22 settembre 2007 |                 |
| 5  | Sliding Doors                                         |                 | 29 settembre 2007 |                 |
| 6  | Core Values                                           |                 | 6 ottobre 2007    |                 |
| 7  | Inappropriate Behaviour                               |                 | 13 ottobre 2007   |                 |
| 8  | My Aim Is True                                        |                 | 20 ottobre 2007   |                 |
| 9  | As One Door Closes...                                 |                 | 27 ottobre 2007   |                 |
| 10 | Finding the Words                                     |                 | 3 novembre 2007   |                 |
| 11 | A House Divided                                       |                 | 10 novembre 2007  |                 |
| 12 | Strangers When We Meet                                |                 | 17 novembre 2007  |                 |
| 13 | How Soon Is Now                                       |                 | 24 novembre 2007  |                 |
| 14 | Inheritance                                           |                 | 1º dicembre 2007  |                 |
| 15 | Behind Closed Doors                                   |                 | 8 dicembre 2007   |                 |
| 16 | Snowball                                              |                 | 15 dicembre 2007  |                 |
| 17 | (What's So Funny 'Bout) Peace, Love and Understanding |                 | 22 dicembre 2007  |                 |
| 18 | Take a Cup of Kindness Yet                            |                 | 29 dicembre 2007  |                 |
| 19 | For Auld Lang Syne                                    |                 | 30 dicembre 2007  |                 |
| 20 | Broken Homes                                          |                 | 5 gennaio 2008    |                 |
| 21 | Adrenaline Rush                                       |                 | 12 gennaio 2008   |                 |
| 22 | Take It Back                                          |                 | 19 gennaio 2008   |                 |
| 23 | Where's the Art in Heartache?                         |                 | 26 gennaio 2008   |                 |
| 24 | Before a Fall                                         |                 | 2 febbraio 2008   |                 |
| 25 | Sex and Death                                         |                 | 9 febbraio 2008   |                 |
| 26 | Say Say My Playmate                                   |                 | 16 febbraio 2008  |                 |
| 27 | Silent All These Years                                |                 | 1º marzo 2008     |                 |
| 28 | Thicker Than Water                                    |                 | 8 marzo 2008      |                 |
| 29 | Diamond Dogs                                          |                 | 15 marzo 2008     |                 |
| 30 | Face the World                                        |                 | 22 marzo 2008     |                 |
| 31 | To Thine Own Self Be True                             |                 | 29 marzo 2008     |                 |
| 32 | Bricks & Daughters                                    |                 | 5 aprile 2008     |                 |
| 33 | Someone's Lucky Night                                 |                 | 12 aprile 2008    |                 |
| 34 | Walk the Line                                         |                 | 19 aprile 2008    |                 |
| 35 | The Great Pretenders                                  |                 | 26 aprile 2008    |                 |
| 36 | Love Is...                                            |                 | 3 maggio 2008     |                 |
| 37 | Saturday Night Fever                                  |                 | 10 maggio 2008    |                 |
| 38 | When Love Came to Town                                |                 | 17 maggio 2008    |                 |
| 39 | Opposing Forces                                       |                 | 31 maggio 2008    |                 |
| 40 | Have a Go, Hero                                       |                 | 7 giugno 2008     |                 |
| 41 | Is She Really Going Out with Him?                     |                 | 14 giugno 2008    |                 |
| 42 | They May Not Mean to But They Do                      |                 | 28 giugno 2008    |                 |
| 43 | I Can Hear the Grass Grow                             |                 | 5 luglio 2008     |                 |
| 44 | Salt and Sugar                                        |                 | 12 luglio 2008    |                 |
| 45 | Paradise Lost                                         |                 | 19 luglio 2008    |                 |
| 46 | The Things We Do For...                               |                 | 26 luglio 2008    |                 |
| 47 | This Mess We're In (Part 1)                           |                 | 2 agosto 2008     |                 |
| 48 | This Mess We're In (Part 2)                           |                 | 9 agosto 2008     |                 |